# Pacorichthys sangiorgii
Pacorichthys sangiorgii è un pesce osseo estinto, appartenente agli attinotterigi. Visse nel Triassico medio (Ladinico, circa 240 - 238 milioni di anni fa) e i suoi resti fossili sono stati ritrovati in Svizzera.

## Descrizione
Questo pesce era di piccole dimensioni e dal corpo fusiforme. La testa era piuttosto grande, così come gli occhi, e la bocca era posta in posizione terminale. Era caratterizzato da un singolo branchiostegale a forma di piastra, un subopercolo più grande dell'opercolo, un osso mascellare fisso ed espanso posteriormente, un dermopterotico grande e rettangolare e un dermosfenotico anch'esso grande ma triangolare. Le scaglie erano di forma variabile, rettangolari o romboidali, e i lepidotrichi delle pinne mediane erano segmentati fin dalla loro base; la pinna caudale era dotata di raggi epassiali. 

## Classificazione
Pacorichthys sangiorgii venne descritto per la prima volta da Cristina Lombardo nel 2013, sulla base di un fossile ben conservato rinvenuto nel famoso giacimento di Monte San Giorgio in Svizzera (calcare di Meride), in terreni risalenti al Ladinico. Le caratteristiche di Pacorichthys richiamano quelle osservabili nei redfieldiiformi, un gruppo di pesci d'acqua dolce tipici del Triassico e dell'inizio del Giurassico, la cui presenza in Europa non è mai stata completamente accertata.